# П'яст
П'яст Хотишкович (пол. Piast Chościskowic; близько 740 — 861) — напівлегендарний родоначальник династії П'ястів у західних полян, батько князя Земовита (Семовита). Його дружиною була Жепіха.

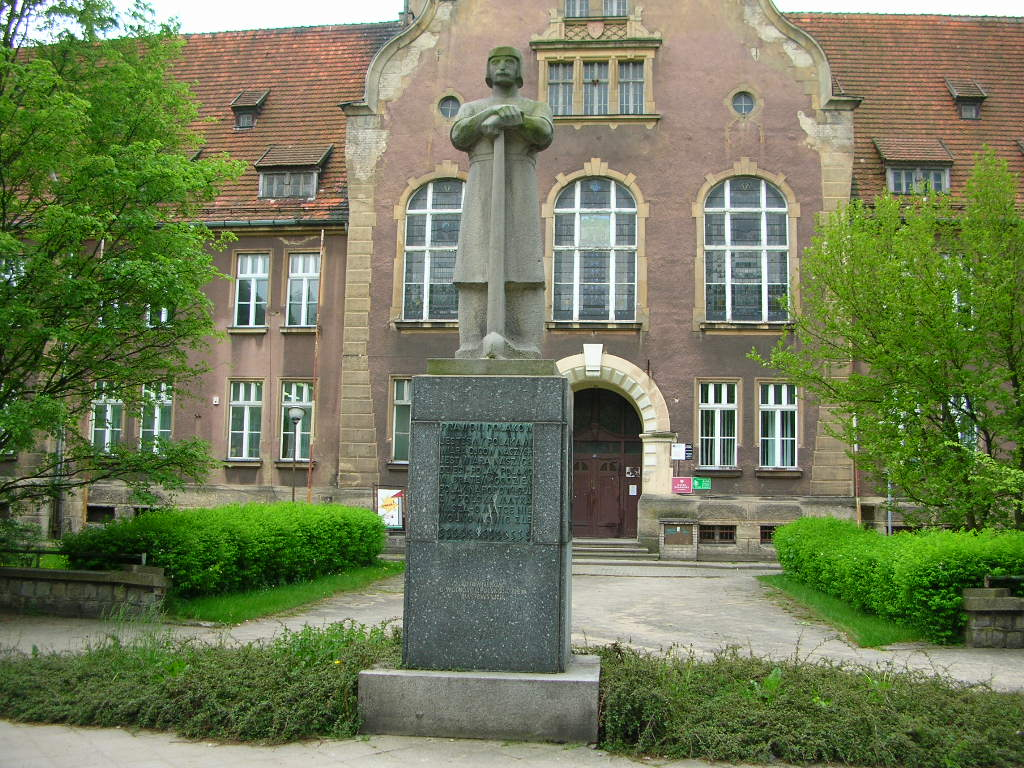
Єдиний у світі пям'ятник П'яста в Злотуві, Польща

Згідно з різними версіями, орач князя Попеля II в Гнезно або колісник у Крушвиці.